# Xã Hazelton, Quận Aitkin, Minnesota
Xã Hazelton (tiếng Anh: Hazelton Township) là một xã thuộc quận Aitkin, tiểu bang Minnesota, Hoa Kỳ. Năm 2010, dân số của xã này là 844 người.